# Große Freiheit

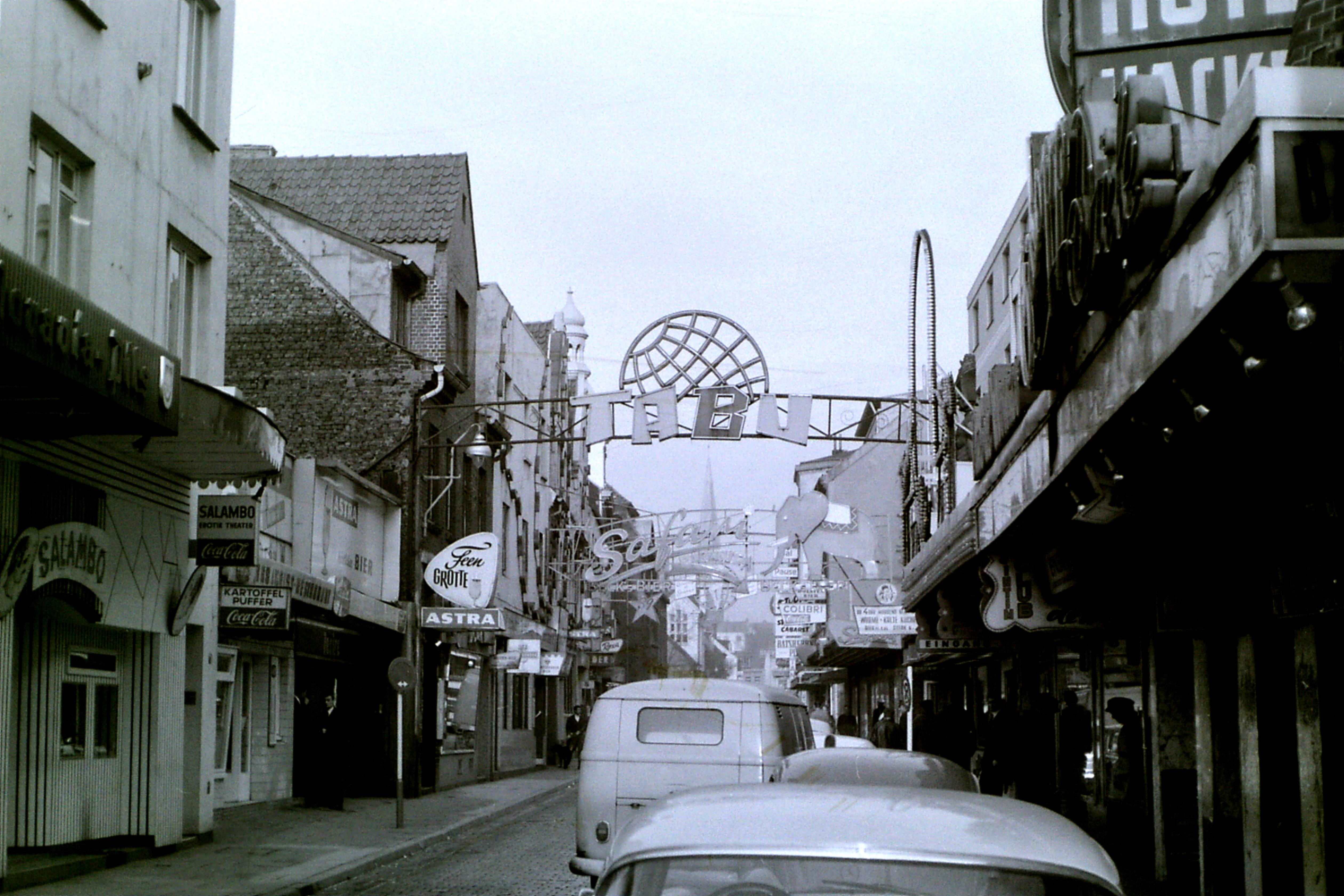
Große Freiheit 1968

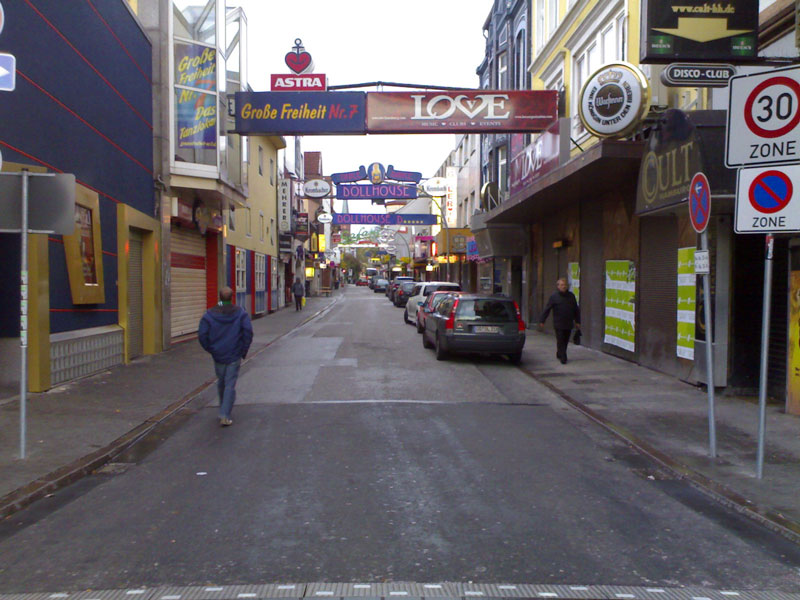
Comienzo de la calle Großen Freiheit en la Reeperbahn/Nobistor

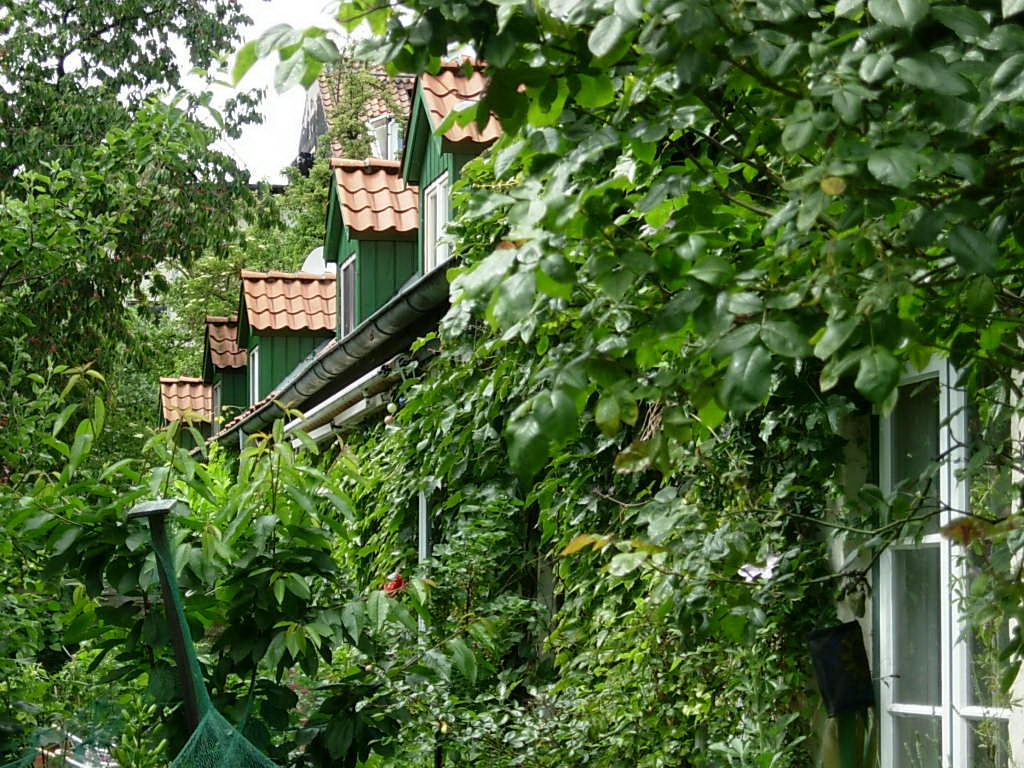
Budenreihe en Altona, entre las calles Große Freiheit y Talstraße

La Große Freiheit es una calle famosa del barrio St Pauli en Hamburgo.

## Historia

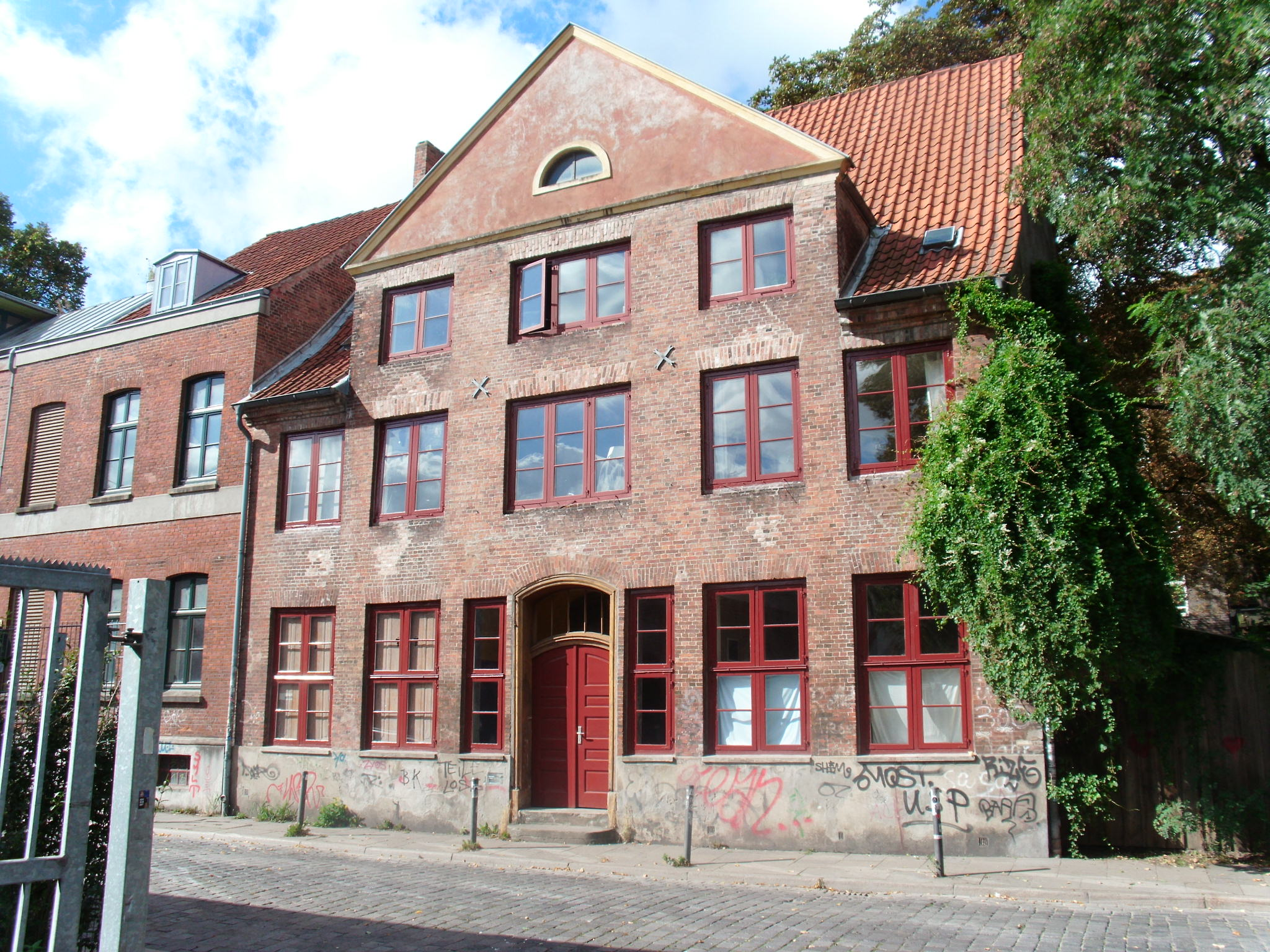
Antigua casa parroquial Menonitas del siglo XVIII

Oficialmente desde el siglo XVII, al igual que los vecinos de la calle Kleine Freiheit, disfrutaban de libertad religiosa y libertad de comercio, en la calle Große Freiheit se permitía las libertades sexuales. En 1601, el Conde Ernst von Schauenburg, otorgó el privilegio a los artesanos menonitas François Noë y a otros, de establecer una zona económica especial en Altona (antigua ciudad independiente, hoy barrio de Hamburgo), con el nombre de Freiheit (Libertad). A esas libertades religiosas y comerciales, recuerdan hoy día, la iglesia católica de St.-Joseph con su representativa fachada barroca (reconstruida en 1721) y el histórico conjunto arquitectónico de Grosse Freiheit num. 73 (construido en 1850) y num. 75 (construido en 1772), como antiguos centros de reuniones de los Menonitas en Altona. En la vecina calle Kleine Freiheit se encontraban una Iglesia Reformada  francesa y otra germano-holandesa.
El barrio de St Pauli pertenece a Hamburgo desde diciembre de 1938, como consecuencia de una ley en tiempo de los nazis que incorporó la ciudad de Altona a Hamburgo, para crear el Gran Hamburgo y hcerlo coincidir sus límites con los del partido NSDAP (Nationalsozialistische Deutsche Arbeiterpartei).

## Escena

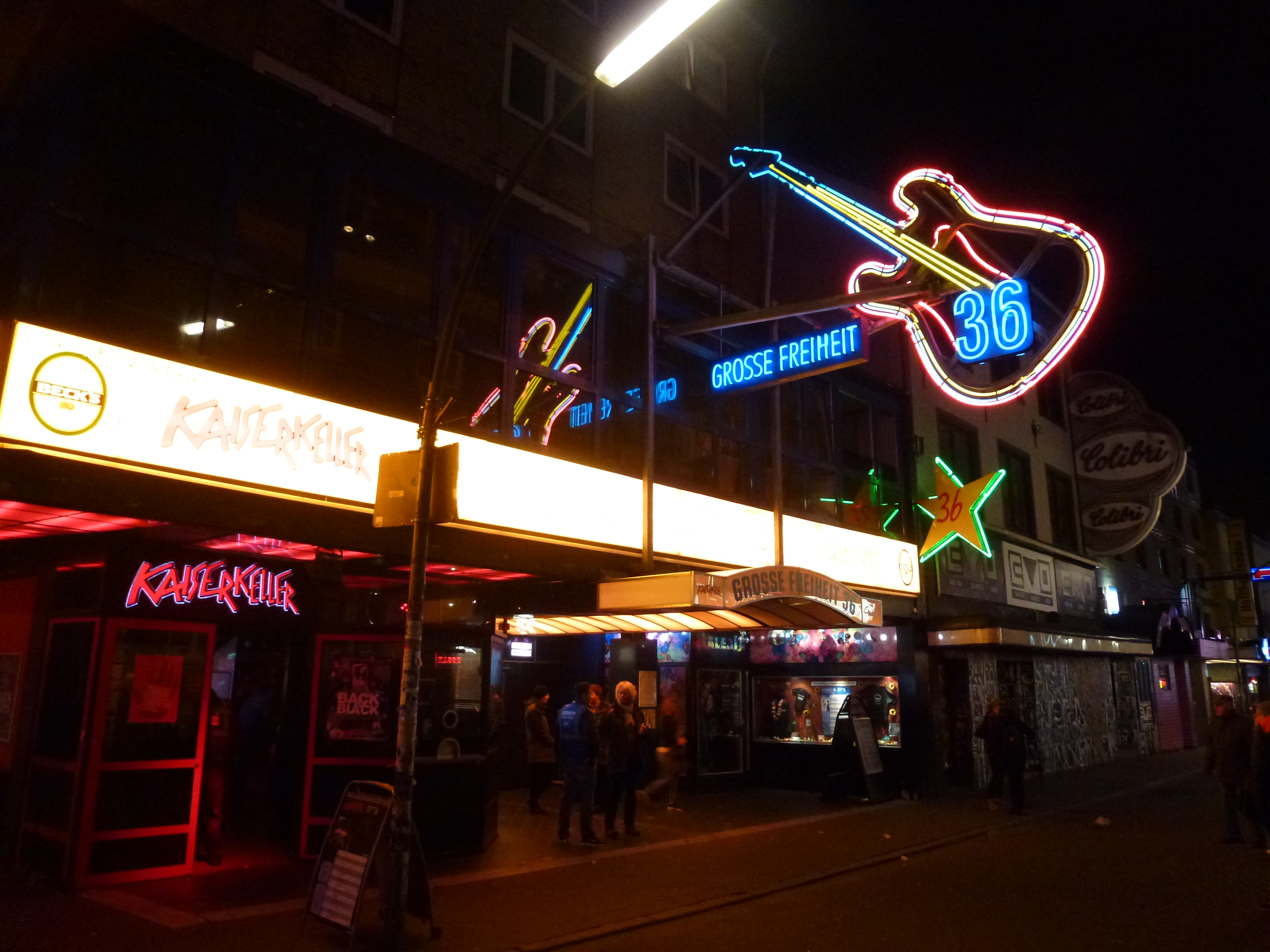
Discotecas en Große Freiheit 36 y Kaiserkeller

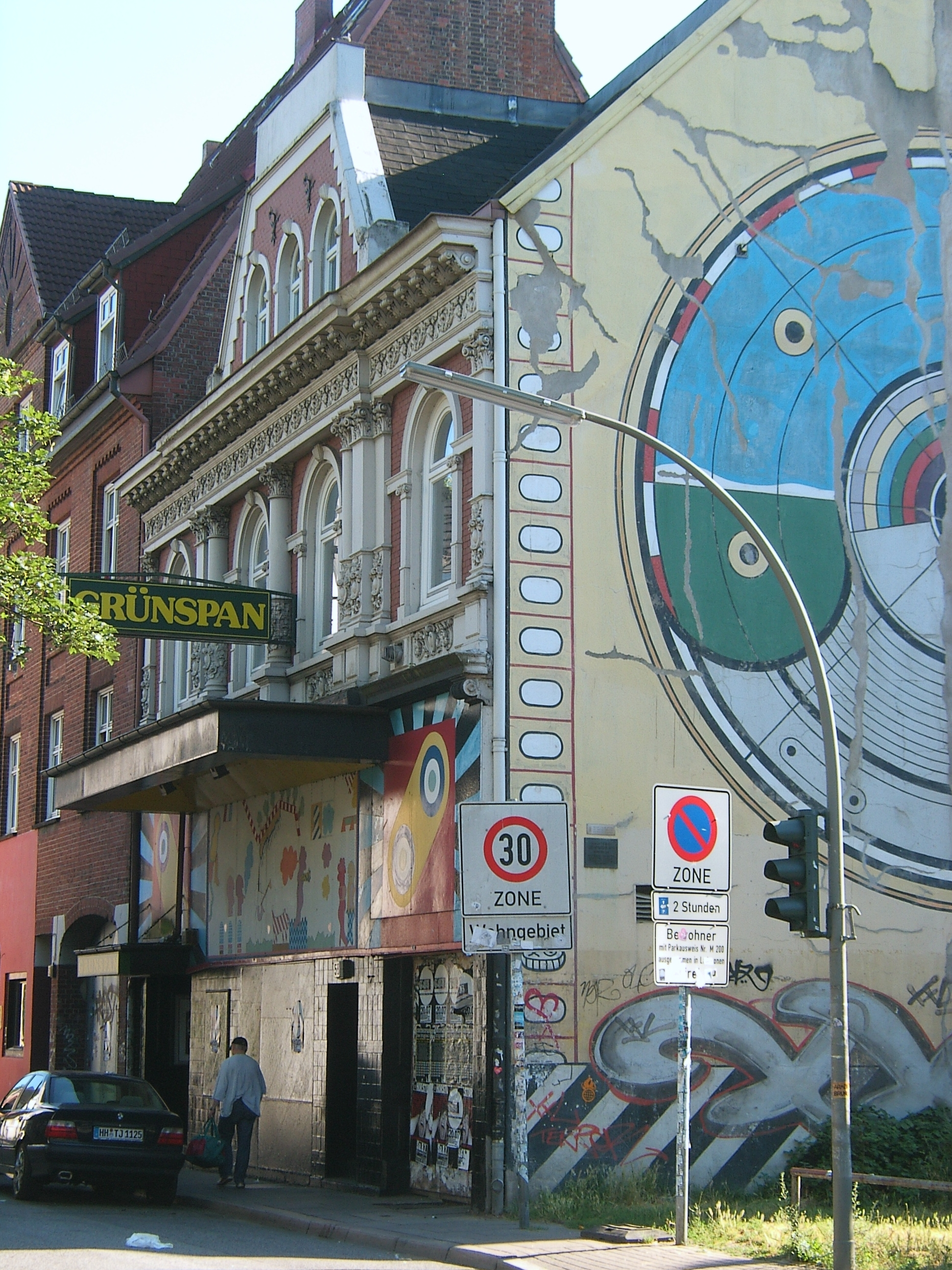
Grünspan - Große Freiheit núm. 58

Una buena parte de su fama se debe a que hace algunos años, había allí numerosas discotecas, como el Salambo, Safari, Colibrí, Regina y otros, se distinguían, en que no sólo ofrecían estriptis, sino que además, realizaban el acto sexual en el escenario. La mayoría de estos clubes están hoy cerrados.
Actualmente la calle tiene famosos clubs de música y discotecas, como Große Freiheit 36, Kaiserkeller y Verdín y forma parte de la vida nocturna de Hamburgo. En la Große Freiheit num. 64 está el Indra-Musikclub donde los Beatles hicieron sus primeras actuaciones.
Solo hay un hotel en la calle, el St. Joseph Hotel Hamburg, que abrió en 2005 y lleva el nombre de la iglesia del mismo nombre, St. Joseph.

## Adaptaciones
- Große Freiheit Nº 7: Largometraje con Hans Albers.
- Große Freiheit: 9 piezas de la serie Televisiva (ZDF) de 1996/97, bajo la Dirección de Christian Görlitz, Daniel Ayudantes y Robert Sigl.[3]

## Película
- A cincuenta metros de Große Freiheit - Place alemán. Docu-Show, 45 Minutos, Libro y Dirección: Rainer B. Jogschies, Producción: Norddeutscher Rundfunk, fechas de emisión: 9 de abril de 1996; con Carsten Pape, Michael Batz, Jürgen Kumlehn, Clemens Maria Haas.